# Неготино – Неа-Месемврія
Неготино – Неа-Месемврія – перспективний інтерконектор, котрий має з’єднати газотранспортні системи Греції та Північної Македонії.
У 2010-х в межах політики Європейського Союзу на усебічну інтеграцію газових ринків запланували сполучити ГТС Греції та Македонії. Для цього мають прокласти газопровід від македонського міста Неготино (через яке проходить трубопровід Клечовце – Битола) до грецької компресорної станції Неа-Месемврія (на трасі газопроводу Промахонас – Аттика).
Довжина трубопроводу на території Македонії повинна становити біля 80 км, на території Греції – біля 60 км.
В інтерконекторі збираються реалізувати бідирекціональний рух.
У грудні 2020-го прем’єр-міністр Північної Македонії заявив, що спорудження інтерконектору має початись вже у 2021 році. Також він повідомив, що його країна придбає 10% участі в планованому грецькому терміналі для прийому та регазифікації ЗПГ в Александруполісі, звідки ресурс може надходити на вихідну точку інтерконектору через газопроводи Карачабей – Комотіні, Комотіні – Карпері та Промахонас – Аттика.